# Campionati europei di aquathlon del 2014
I Campionati europei di aquathlon del 2014 (II edizione) si sono tenuti a Colonia in Germania, in data 31 maggio 2014.
Tra gli uomini ha vinto l'ucraino Oleksiy Syutkin. Tra le donne ha trionfato la ceca Tereza Zimovjanova.
Si sono aggiudicati il titolo europeo nella categoria junior rispettivamente il polacco Jacek Krawczyk e la connazionale Aleksandra Sikora.
La gara Under 23 è andata al ceco Jiri Kalus e alla polacca Magdalena Mielnik.

## Risultati

### Élite uomini
| Pos. | Atleta                  | Paese       | Nuoto    | Corsa    | Totale   |
| ---- | ----------------------- | ----------- | -------- | -------- | -------- |
|      | Oleksiy Syutkin         | Ucraina     | 00:11:57 | 00:15:49 | 00:28:31 |
|      | Dmytro Malyar           | Ucraina     | 00:11:57 | 00:15:55 | 00:28:35 |
|      | Pedro Mendes            | Portogallo  | 00:11:43 | 00:16:23 | 00:28:47 |
| 4    | Chris Wigell            | Australia   | 00:12:14 | 00:16:06 | 00:29:06 |
| 5    | Anton Vitolin           | Ucraina     | 00:11:55 | 00:16:31 | 00:29:13 |
| 6    | Jiri Kalus              | Rep. Ceca   | 00:11:46 | 00:16:48 | 00:29:24 |
| 7    | Csaba Rendes            | Ungheria    | 00:11:43 | 00:17:09 | 00:29:37 |
| 8    | Maxim Subbotin          | Russia      | 00:12:48 | 00:16:13 | 00:29:44 |
| 9    | Vyacheslav Pimenov      | Russia      | 00:11:49 | 00:17:06 | 00:29:45 |
| 10   | Jacek Krawczyk          | Polonia     | 00:11:53 | 00:17:05 | 00:29:46 |
| 11   | Michał Oliwa            | Polonia     | 00:11:44 | 00:17:16 | 00:29:48 |
| 12   | Viktor Aloshyn          | Ucraina     | 00:12:16 | 00:17:05 | 00:30:02 |
| 13   | Richard Stannard        | Regno Unito | 00:11:34 | 00:17:40 | 00:30:03 |
| 14   | Evgeniy Stepanov        | Russia      | 00:11:54 | 00:17:20 | 00:30:09 |
| 15   | Anatoly Fedotov         | Russia      | 00:11:59 | 00:17:20 | 00:30:09 |
| 16   | Milan Tomin             | Serbia      | 00:12:20 | 00:17:06 | 00:30:11 |
| 17   | Niclas Bez              | Germania    | 00:12:28 | 00:17:05 | 00:30:14 |
| 18   | Tomasz Marcinek         | Polonia     | 00:12:21 | 00:17:12 | 00:30:20 |
| 19   | Neil Eddy               | Regno Unito | 00:12:03 | 00:17:31 | 00:30:25 |
| 20   | Tomasz Brembor          | Polonia     | 00:11:45 | 00:18:03 | 00:30:36 |
| 21   | Ruben Geys              | Belgio      | 00:12:27 | 00:17:09 | 00:30:40 |
| 22   | Viktors Vovrusko        | Lettonia    | 00:12:25 | 00:17:34 | 00:30:49 |
| 23   | Jan Pavlik              | Slovacchia  | 00:12:24 | 00:17:50 | 00:31:01 |
| 24   | Nick Beer               | Regno Unito | 00:12:07 | 00:18:11 | 00:31:04 |
| 25   | Evgeniy Ostrovskiy      | Russia      | 00:12:00 | 00:18:29 | 00:31:18 |
| 26   | Nikolay Yaroshenko      | Russia      | 00:11:52 | 00:18:48 | 00:31:29 |
| 27   | Jakub Powada            | Rep. Ceca   | 00:11:33 | 00:19:10 | 00:31:33 |
| 28   | Marek Stachota          | Polonia     | 00:12:20 | 00:18:35 | 00:31:42 |
| 29   | Jan Pacan               | Polonia     | 00:12:49 | 00:18:13 | 00:31:54 |
| 30   | Simon Brunovsky         | Slovacchia  | 00:12:47 | 00:18:29 | 00:31:56 |
| 31   | Maciej Grembski         | Polonia     | 00:12:02 | 00:19:01 | 00:32:00 |
| 32   | Viktor Henchikov        | Ucraina     | 00:12:23 | 00:18:45 | 00:32:01 |
| 33   | Vojtech Sommer          | Rep. Ceca   | 00:12:18 | 00:18:57 | 00:32:16 |
| 34   | Lukasz Michalak         | Polonia     | 00:11:42 | 00:19:50 | 00:32:24 |
| 35   | Tin Kaurić              | Croazia     | 00:12:13 | 00:19:24 | 00:32:34 |
| 36   | Vladimir Kliushnichenko | Russia      | 00:12:50 | 00:18:46 | 00:32:35 |
| 37   | Toni Elezović           | Croazia     | 00:12:07 | 00:19:41 | 00:32:39 |
| 38   | Aleksei Sukharnikov     | Russia      | 00:12:01 | 00:19:50 | 00:32:52 |
| 39   | Stanislavs Vaipans      | Lettonia    | 00:12:18 | 00:21:54 | 00:35:13 |

### Élite donne
| Pos. | Atleta               | Paese       | Nuoto    | Corsa    | Totale   |
| ---- | -------------------- | ----------- | -------- | -------- | -------- |
|      | Tereza Zimovjanova   | Rep. Ceca   | 00:12:36 | 00:18:21 | 00:31:43 |
|      | Hannah Kitchen       | Regno Unito | 00:12:46 | 00:18:11 | 00:31:48 |
|      | Magdalena Mielnik    | Polonia     | 00:12:50 | 00:18:31 | 00:32:19 |
| 4    | Irina Abysova        | Russia      | 00:12:44 | 00:19:03 | 00:32:43 |
| 5    | Agnieszka Cieslak    | Polonia     | 00:12:56 | 00:19:04 | 00:32:53 |
| 6    | Inna Ryzhykh         | Ucraina     | 00:12:42 | 00:20:23 | 00:33:05 |
| 7    | Carina Brechters     | Germania    | 00:12:35 | 00:19:43 | 00:33:07 |
| 8    | Agata Litwin         | Polonia     | 00:12:41 | 00:19:44 | 00:33:13 |
| 9    | Gréta Santosi        | Ungheria    | 00:13:14 | 00:19:43 | 00:33:43 |
| 10   | Pauline Purro        | Svizzera    | 00:12:54 | 00:20:30 | 00:34:09 |
| 11   | Eva Potuckova        | Rep. Ceca   | 00:12:44 | 00:20:39 | 00:34:26 |
| 12   | Emma Holt            | Regno Unito | 00:13:32 | 00:20:05 | 00:34:31 |
| 13   | Aleksandra Sikora    | Polonia     | 00:13:37 | 00:20:04 | 00:34:33 |
| 14   | Magdalena Wiśniewska | Polonia     | 00:12:57 | 00:21:02 | 00:34:51 |
| 15   | Eloise Crowley       | Regno Unito | 00:13:23 | 00:20:43 | 00:35:24 |
| 16   | Valentyna Molchanets | Ucraina     | 00:13:01 | 00:21:44 | 00:35:45 |
| 17   | Justyna Krawczyk     | Polonia     | 00:14:52 | 00:20:21 | 00:36:03 |
| 18   | Margaryta Krylova    | Ucraina     | 00:13:10 | 00:22:18 | 00:36:25 |
| 19   | Katarzyna Rogacz     | Polonia     | 00:13:08 | 00:22:27 | 00:36:29 |
| 20   | Mariola Krzemińska   | Polonia     | 00:12:54 | 00:22:51 | 00:36:35 |
| 21   | Vira Sosnova         | Ucraina     | 00:14:54 | 00:22:31 | 00:38:40 |
| 22   | Sonja Skevin         | Croazia     | 00:13:46 | 00:23:56 | 00:38:42 |

### Junior uomini
| Pos. | Atleta                  | Paese     | Nuoto    | Corsa    | Totale   |
| ---- | ----------------------- | --------- | -------- | -------- | -------- |
|      | Jacek Krawczyk          | Polonia   | 00:11:53 | 00:17:05 | 00:29:46 |
|      | Michał Oliwa            | Polonia   | 00:11:44 | 00:17:16 | 00:29:48 |
|      | Milan Tomin             | Serbia    | 00:12:20 | 00:17:06 | 00:30:11 |
| 4    | Evgeniy Ostrovskiy      | Russia    | 00:12:00 | 00:18:29 | 00:31:18 |
| 5    | Marek Stachota          | Polonia   | 00:12:20 | 00:18:35 | 00:31:42 |
| 6    | Jan Pacan               | Polonia   | 00:12:49 | 00:18:13 | 00:31:54 |
| 7    | Vojtech Sommer          | Rep. Ceca | 00:12:18 | 00:18:57 | 00:32:16 |
| 8    | Vladimir Kliushnichenko | Russia    | 00:12:50 | 00:18:46 | 00:32:35 |
| 9    | Aleksei Sukharnikov     | Russia    | 00:12:01 | 00:19:50 | 00:32:52 |

### Junior donne
| Pos. | Atleta               | Paese   | Nuoto    | Corsa    | Totale   |
| ---- | -------------------- | ------- | -------- | -------- | -------- |
|      | Aleksandra Sikora    | Polonia | 00:13:37 | 00:20:04 | 00:34:33 |
|      | Valentyna Molchanets | Ucraina | 00:13:01 | 00:21:44 | 00:35:45 |
|      | Justyna Krawczyk     | Polonia | 00:14:52 | 00:20:21 | 00:36:03 |
| 4    | Katarzyna Rogacz     | Polonia | 00:13:08 | 00:22:27 | 00:36:29 |
| 5    | Vira Sosnova         | Ucraina | 00:14:54 | 00:22:31 | 00:38:40 |

### Under 23 uomini
| Pos. | Atleta             | Paese      | Nuoto    | Corsa    | Totale   |
| ---- | ------------------ | ---------- | -------- | -------- | -------- |
|      | Jiri Kalus         | Rep. Ceca  | 00:11:46 | 00:16:48 | 00:29:24 |
|      | Maxim Subbotin     | Russia     | 00:12:48 | 00:16:13 | 00:29:45 |
|      | Vyacheslav Pimenov | Russia     | 00:11:49 | 00:17:06 | 00:29:45 |
| 4    | Evgeniy Stepanov   | Russia     | 00:11:54 | 00:17:20 | 00:30:09 |
| 5    | Tomasz Marcinek    | Polonia    | 00:12:21 | 00:17:12 | 00:30:20 |
| 6    | Tomasz Brembor     | Polonia    | 00:11:45 | 00:18:03 | 00:30:36 |
| 7    | Jakub Powada       | Rep. Ceca  | 00:11:33 | 00:19:10 | 00:31:33 |
| 8    | Simon Brunovsky    | Slovacchia | 00:12:47 | 00:18:29 | 00:31:56 |
| 9    | Maciej Grembski    | Polonia    | 00:12:02 | 00:19:01 | 00:32:00 |
| 10   | Viktor Henchikov   | Ucraina    | 00:12:23 | 00:18:45 | 00:32:00 |
| 11   | Lukasz Michalak    | Polonia    | 00:11:42 | 00:19:50 | 00:32:24 |
| 12   | Stanislavs Vaipans | Lettonia   | 00:12:18 | 00:21:54 | 00:35:13 |

### Under 23 donne
| Pos. | Atleta               | Paese   | Nuoto    | Corsa    | Totale   |
| ---- | -------------------- | ------- | -------- | -------- | -------- |
|      | Magdalena Mielnik    | Polonia | 00:12:50 | 00:18:31 | 00:32:19 |
|      | Agata Litwin         | Polonia | 00:12:41 | 00:19:44 | 00:33:13 |
|      | Magdalena Wiśniewska | Polonia | 00:12:57 | 00:21:02 | 00:34:51 |
| 4    | Margaryta Krylova    | Ucraina | 00:13:10 | 00:22:18 | 00:36:25 |
| 5    | Mariola Krzemińska   | Polonia | 00:12:54 | 00:22:51 | 00:36:35 |